# Новая Выжва
Но́вая Вы́жва (укр. Нова́ Ви́жва) — село в Старовыжевской поселковой общине Ковельского района Волынской области Украины.
До 2020 года входило в Старовыжевский район.
Код КОАТУУ — 0725083201. Население по переписи 2001 года составляет 638 человек. Почтовый индекс — 44408. Телефонный код — 3346. Занимает площадь 6,961 км².